# Herrensitz Dürrerhof

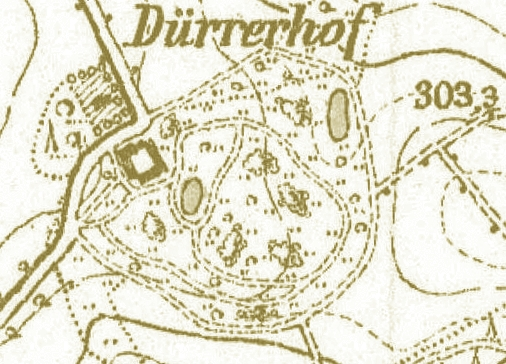
Der Dürrerhof mit Park (um 1880)

Der einstige Herren- oder Landsitz Dürrerhof, von dem heute nur noch einige Grundmauern erhalten sind, befand sich etwa drei Kilometer nordöstlich von Eisenach, in der Gemarkung Hötzelsroda, am nordwestlichen Rand des heutigen Dürrnhofer Parks gelegen. Eine Kastanienallee, die am oberen Karolinental begann und über das Ziegelfeld führte, verband das Herrenhaus mit der Stadt. Die geographische Höhe des Ortes beträgt 305 m ü. NN.

## Geschichte

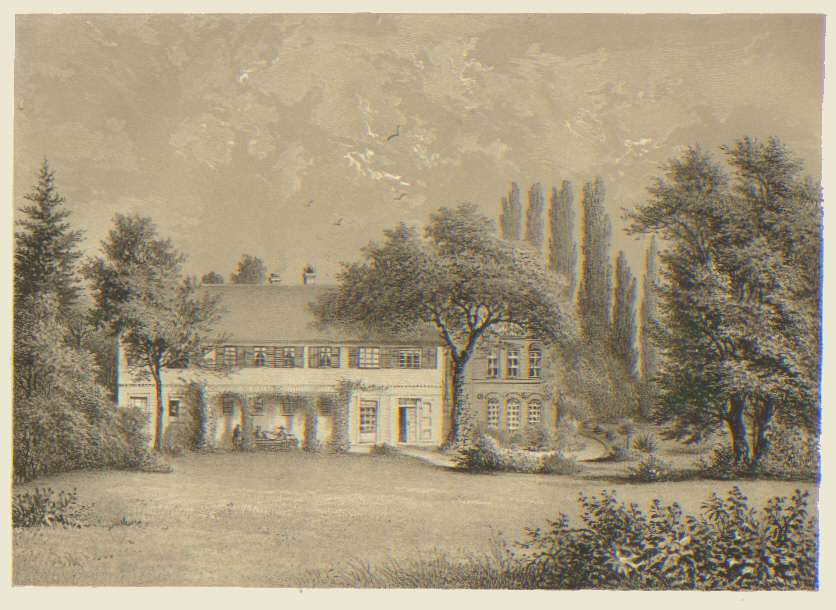
Der Dürrerhof – Ansicht von Süden (um 1858)

Der Flurname Dürrnhof erinnert, wie ein gleichnamiges Beispiele aus dem Ort Dürrnhof in den fränkischen Haßbergen belegt, an einen hier im Mittelalter vermuteten wehrhaft befestigten Speicherbau. Die Gemarkung dieser Siedlung Dürrnhof gehörte ursprünglich zum benachbarten Stockhausen, einem nordöstlichen Vorort von Eisenach im Nessetal. Im Jahr 1403 wurde ein Ort Meiczrit genannt, dessen Bewohner in die nahe Stadt Eisenach übersiedelten, schon 1420 wird dieser Ort als wüst bezeichnet. Nach dem Bauernkrieg entwickelte sich am gleichen Platz der Meierhof Metschrieden. Der Name Dürrerhof, auch Dürrnhof oder Doerrnhof, als ein Teil der Siedlung Metschrieden tritt seit dem 18. Jahrhundert verstärkt auf.
Der einstige Meierhof wurde in ein repräsentatives Herrenhaus mit Park umgebaut. Die Eisenacher Industriellenfamilie Eichel war durch ihre Kammgarnspinnerei und Tuchmanufakturen zu Wohlstand gelangt und erwarb die nördlich der Stadt vorhandenen Landgüter als Wohnsitz und Wirtschaftsbetriebe (Schafzucht). Der Dürrerhof gelangte in den Besitz von Carl Eichel, der auch schon die westlich angrenzenden Nachbargüter Mittelshof und das Vorwerk Landstreit übernommen hatte, später auch ein Gut in Krauthausen. Rings um den Dürrerhof ließ Eichel einen klassischen Landschaftspark durch den Gartenarchitekten Eduard Petzold anlegen.
Dank der exponierten Lage besaß der Dürrerhof direkte Sichtbeziehungen zu zahlreichen Landmarken in der Umgebung – unter anderem zum Petersberg, zu den Hörselbergen, zur Wartburg und zur Bergkulisse des Thüringer Waldes mit dem Inselsberg.
Die Anlage blieb bis in die 1930er Jahre unberührt. 1936 wurde ein am Südrand des Parks befindliches Areal für den Bau der BMW Flugmotorenfabrik Eisenach abgetreten. Diese erlangte als Rüstungsbetrieb strategische Bedeutung und war mehrfach Ziel von Bombardierungen. Die Reste des Werkes wurden nach 1945 fast vollständig abgetragen. Seit 2006 erinnert ein Gedenkstein an der Zufahrtsstraße an das Werk und die darin eingesetzten Zwangsarbeiter.
Der Dürrerhof war zum Ende des Zweiten Weltkriegs Anfang April 1945 ein Hauptverbandsplatz der Wehrmacht beim Kampf gegen die vorrückenden US-amerikanischen Truppen um die Werralinie und die Stadt Eisenach. Aus der zugehörigen, noch im April 1945 angelegten Begräbnisstätte mit Zubettungen anderer gefallener Soldaten wurde später die Kriegsgräberstätte Hötzelsroda für über 350 deutsche Soldaten angelegt. Sie befindet sich 300 Meter nördlich der Siedlungshäuser in Richtung Hötzelsroda.
Nach dem Zweiten Weltkrieg wurden die letzten Besitzer des Herrenhauses Dürrerhof enteignet, und das nach Kriegsende stark baufällig gewordene Herrenhaus 1947 als nicht erhaltenswürdig eingestuft und, dem SMAD-Befehl Nr. 209 folgend, zur Baumaterialgewinnung abgerissen. An gleicher Stelle entstanden die heute noch vorhandenen Neubauernhöfe. Das Parkgelände wurde durch Straßenbau am Rande zerschnitten und teilweise in Ackerland umgewandelt, der Park sich selbst überlassen. 
Ab etwa 1975 erfolgten wieder Pflegemaßnahmen im Park, im Rahmen einer Arbeitsgemeinschaft Naturschutz kümmerte sich die Schule Hötzelsroda um ihn, fachlich begleitet von der Gartendenkmalpflege. Am 20. Februar 1984 wurde er Denkmal der Landschafts- und Gartengestaltung und wird seit 1992 von der Stadt Eisenach betreut, die 1996 ein Pflege- und Entwicklungskonzept für den Park erstellen ließ.

## Bauliches
Von dem im klassizistischen Baustil errichteten Herrenhaus sind seit 1947 keine sichtbaren Reste vorhanden.
Im Park blieb das einstige Wegenetz, eine Grotte sowie ein Denkstein mit acht Tugenden (GLAUBE, LIEBE, HOFFNUNG, MUT, WAHRHEIT, TREUE, THAETIGKEIT und ORDNUNG) beschriftet erhalten. Zwei kleine Teiche und hunderte alte Laubbäume bereichern den Ort. Am Nordrand des Parks, auf der gegenüberliegenden Straßenseite, markiert noch eine fast 2 m hohe Natursteinmauer den wohl als Gärtnerei und Gutswirtschaft genutzten Bereich, in dem sich heute Gärten befinden.

## Impressionen

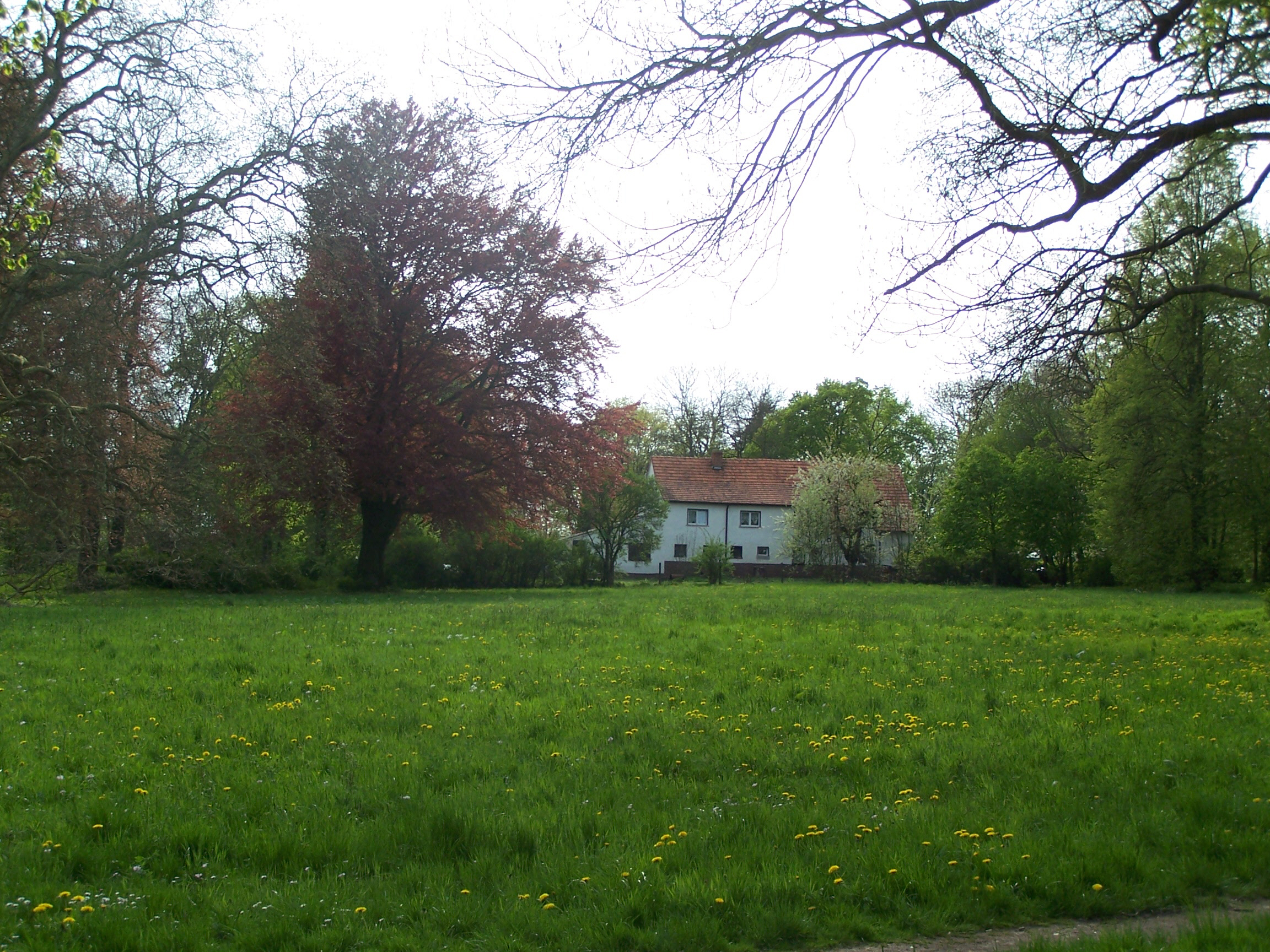
Siedlungshaus
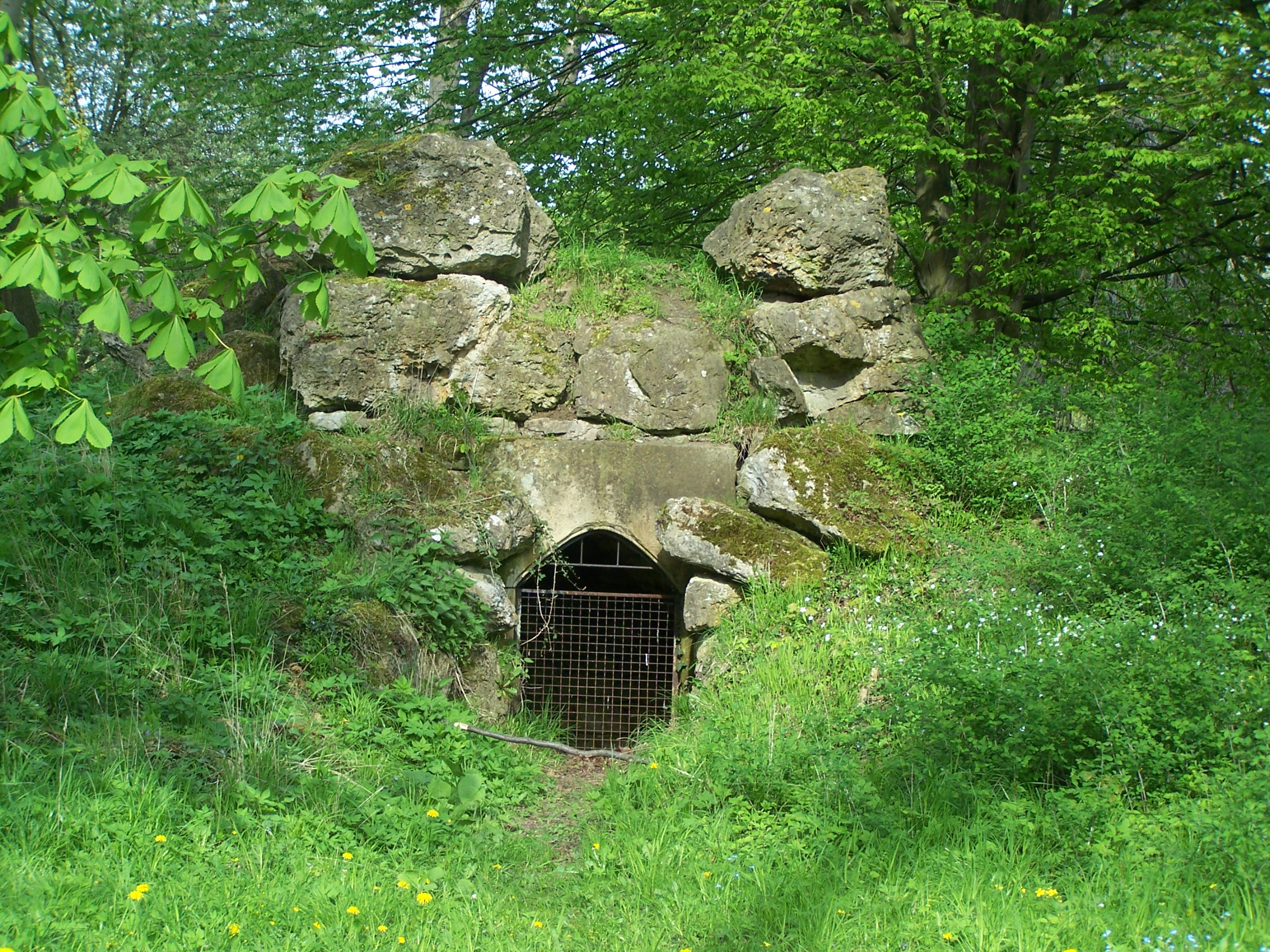
Grotte im denkmalgeschützten Landschaftspark
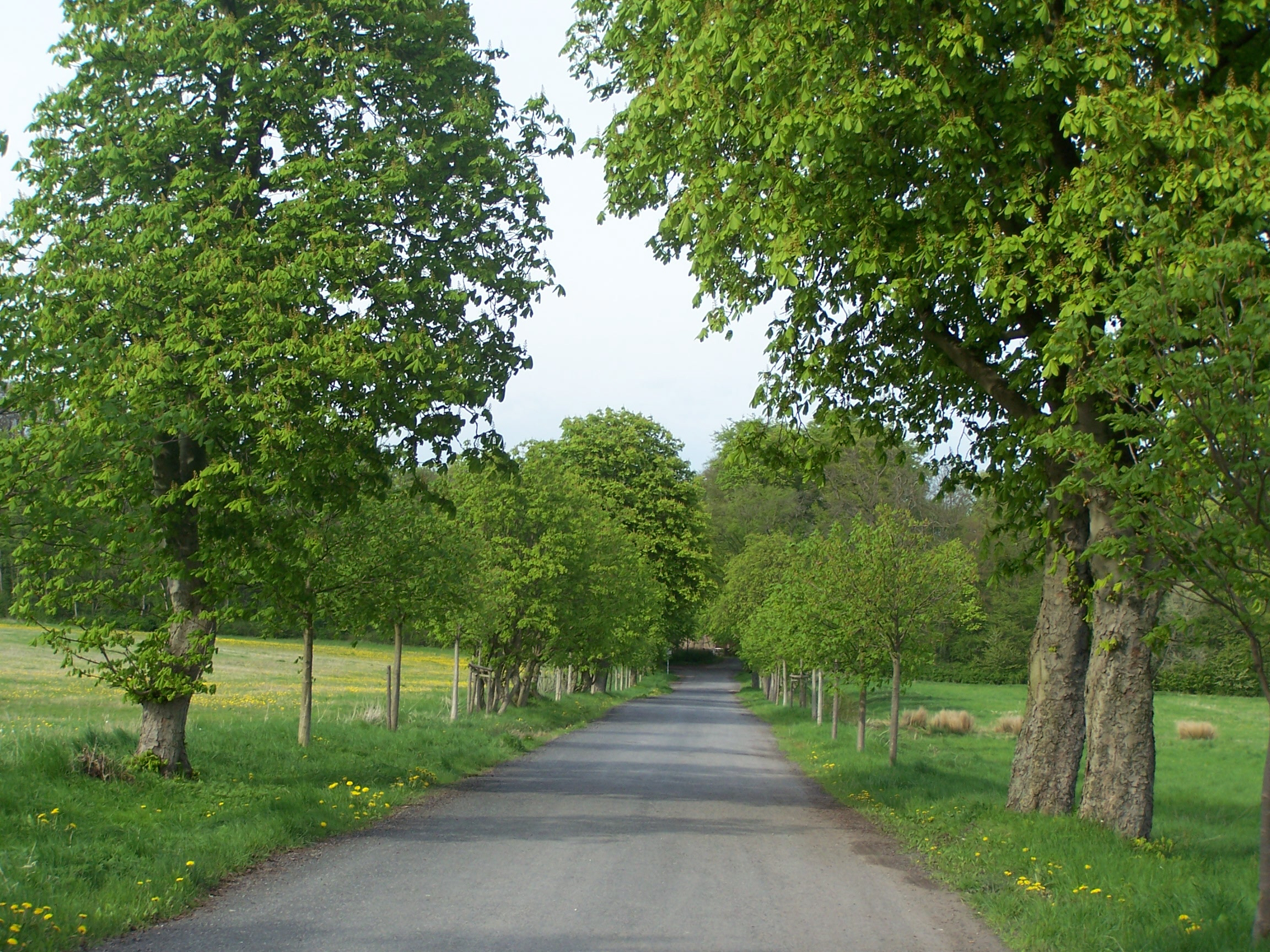
Kastanienallee am Dürrerhof
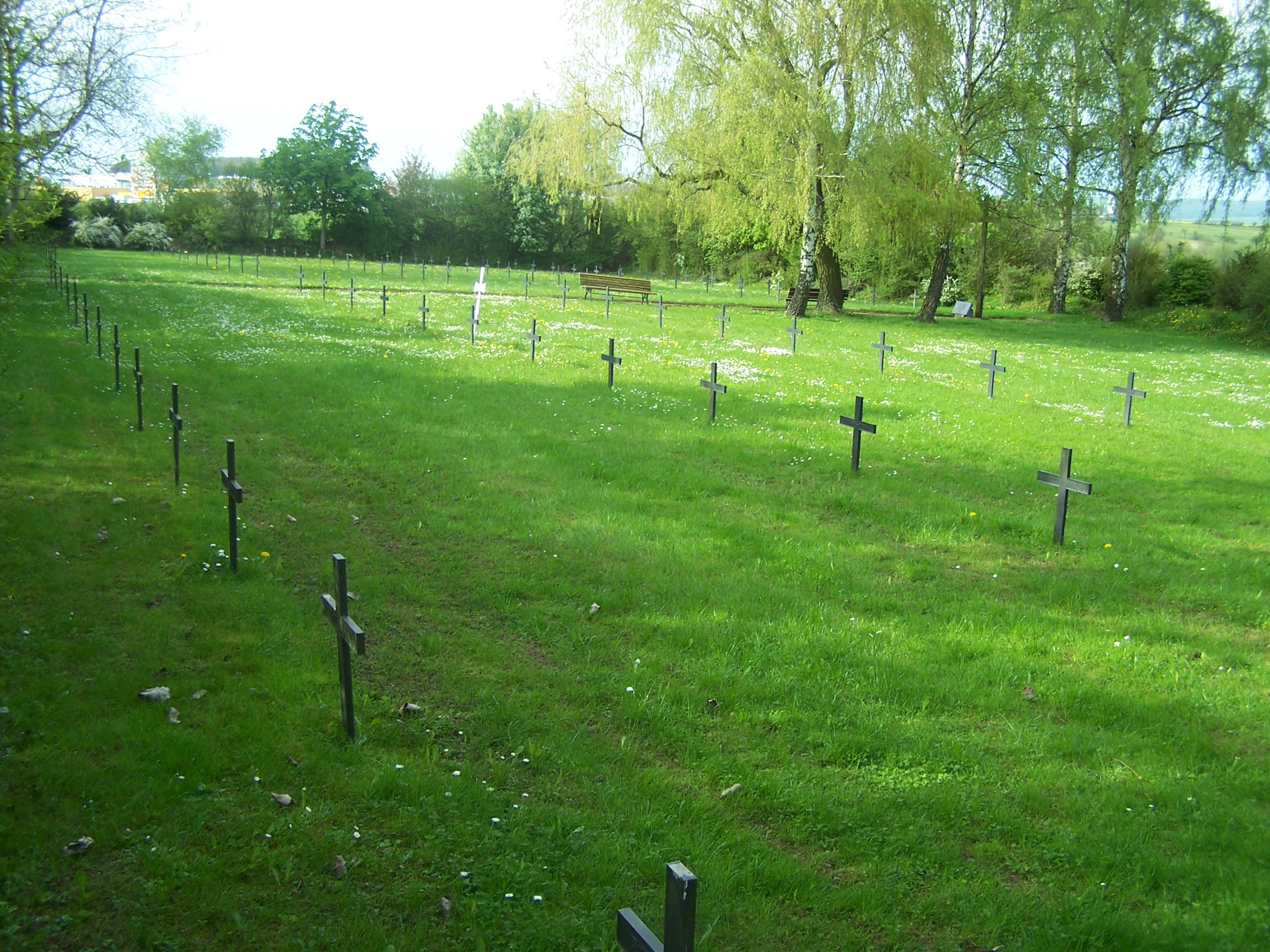
Soldatenfriedhof Dürrerhof
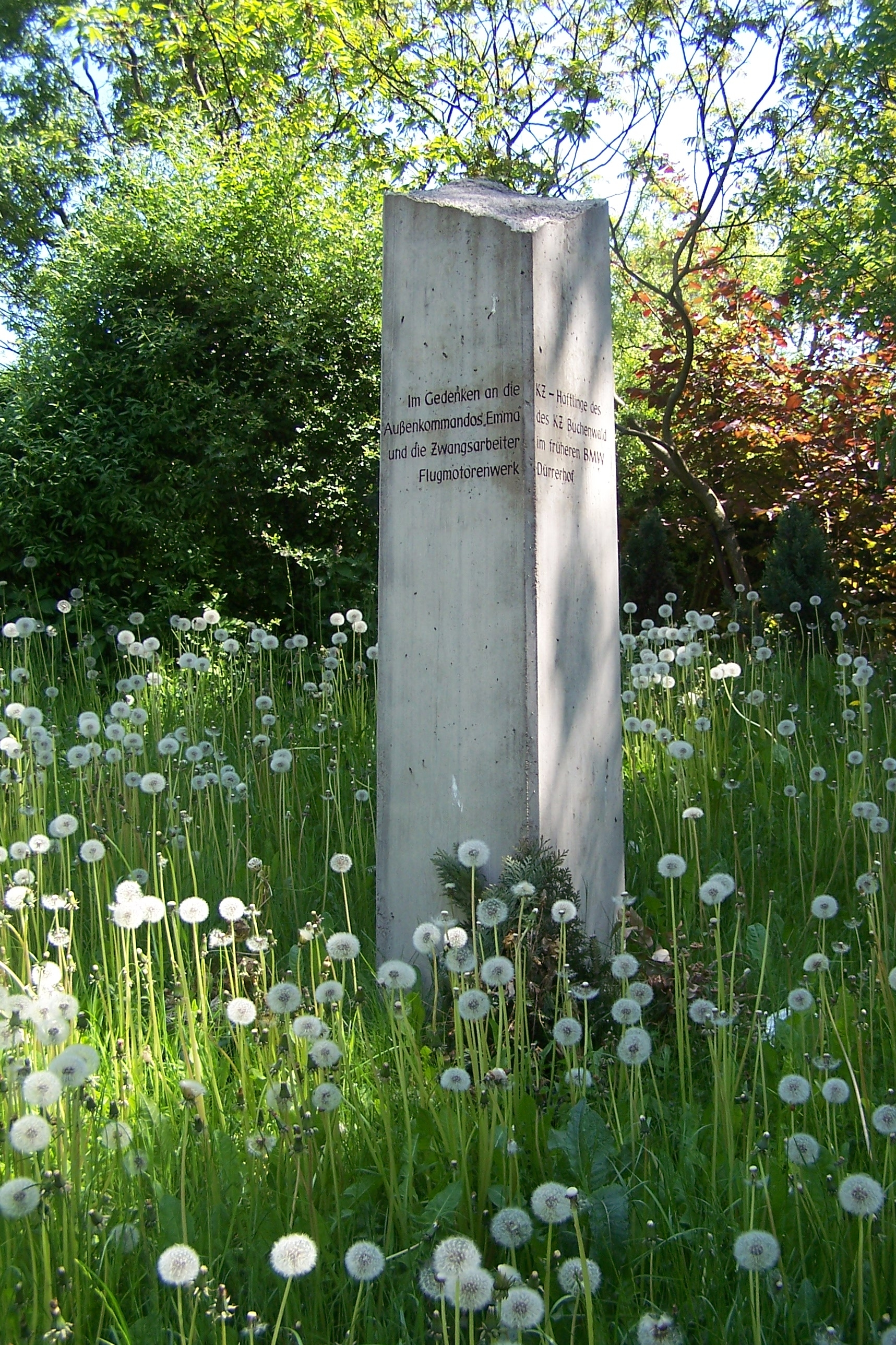
Gedenkstein am Eingang zum ehem. Flugzeugmotorenwerk